# الكلية البحرية للدراسات العليا
الكلية البحرية للدراسات العليا (بالإنجليزية: Naval Postgraduate School)‏ ‏(NPS) هي مدرسة دراسات عليا عامة تديرها البحرية الأمريكية وتقع في مونتيري بكاليفورنيا.
تقدم الكلية البحرية للدراسات العليا درجات الماجستير والدكتوراه في أكثر من 70 مجالًا للدراسة للقوات المسلحة الأمريكية ومدنيي وزارة الدفاع والشركاء الدوليين. تأسست في عام 1909، وتقدم أيضًا فرصًا للزمالة البحثية على مستوى ما بعد الدكتوراه من خلال برنامج الزمالة البحثية التابع لمجلس البحوث الوطني التابع للأكاديميات الوطنية.

## التاريخ
في 9 يونيو 1909 وقَّع وزير البحرية جورج فون إل ماير الأمر العام رقم 27 لإنشاء مدرسة للهندسة البحرية في أنابولس بولاية ماريلاند.
في 31 أكتوبر 1912 وقَّع ماير على الأمر البحري العام رقم 233، والذي أعاد تسمية المدرسة «قسم الدراسات العليا في الأكاديمية البحرية للولايات المتحدة». أنشأ الأمر دورات دراسية في الذخائر والمدفعيةوالهندسة الكهربائية والإبراق اللاسلكي والبناء البحري والهندسة المدنية وواصل البرنامج في الهندسة البحرية أيضًا.
خلال الحرب العالمية الثانية أنشأ الأدميرال إرنست كينغ -رئيس العمليات البحرية والقائد العام لأسطول الولايات المتحدة- لجنة لمراجعة دور تعليم الخريجين في البحرية. في عام 1945 أصدر الكونجرس تشريعًا لجعل المدرسة مؤسسة خريجين معتمدة بالكامل وتمنح درجات علمية. بعد ذلك بعامين اعتمد الكونجرس تشريعًا يأذن بشراء حرم جامعي مستقل للمدرسة.

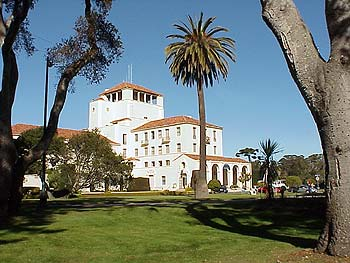
قاعة هيرمان

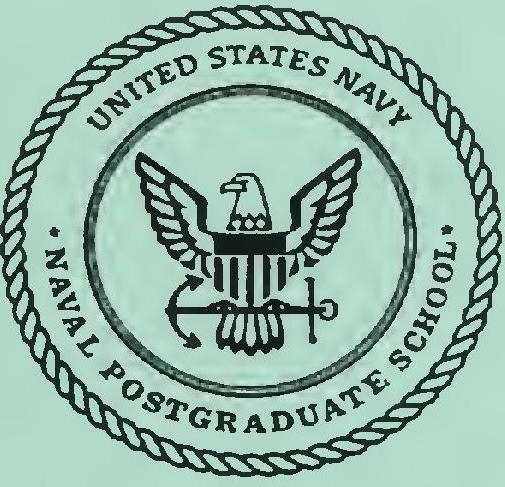
شعار الكلية لعام 1997.

كان فريق مراجعة ما بعد الحرب -الذي فحص 25 موقعًا على مستوى البلاد- قد أوصى بفندق ديل مونتي القديم في مونتيري بكاليفورنيا كمبنى جديد لمدرسة الدراسات العليا. خلال الحرب العالمية الثانية استأجرت البحرية المرافق أولاً لمدرسة تدريب ما قبل الطيران ثم لجزء من برنامج التدريب على الإلكترونيات. أدت المفاوضات مع شركة ديل مونتي إلى شراء الفندق و 627 أكر (254 ها) من الأرض المحيطة مقابل 2.13 دولار مليون.
انتقلت الكلية البحرية للدراسات العليا إلى مونتيري في ديسمبر 1951. يوجد الآن بالمدرسة أكثر من 40 برنامجًا للدراسة بما في ذلك برامج الماجستير والدكتوراه في الإدارة وشؤون الأمن القومي والهندسة الكهربائية وهندسة الكمبيوتر والهندسة الميكانيكية والفضائية وهندسة النظم وأنظمة الفضاء وهندسة الأقمار الصناعية والفيزياء والأرصاد الجوية لعلوم المحيطات وغيرها من التخصصات، كل ذلك مع التركيز على التطبيقات العسكرية.
تولى إدوارد أودونيل -قائد قاعدة غوانتانامو البحرية السابق ومحنك الحرب العالمية الثانية والحرب الكورية- دور المشرف في الكلية البحرية للدراسات العليا في عام 1965. وقد تخرج هو نفسه من المدرسة في الثلاثينيات بدرجة في هندسة الذخائر. ترك دور المشرف في عام 1967 بعد تقاعده من البحرية.
خرَّجت مدرسة الدراسات العليا البحرية أكثر من 40 رائد فضاء، وهو عدد أكبر من أي كلية دراسات عليا أخرى في الدولة. تُعد الكلية موطنًا لمركز دراسات وأبحاث أمن نظم المعلومات (CISR) ومركز الدفاع والأمن الداخلي (CHDS). يُعد مركز دراسات وأبحاث أمن نظم المعلومات CISR هو المركز الأول في أمريكا للبحوث المتعلقة بالدفاع والتعليم في ضمان المعلومات (IA) والأنظمة الجديرة بالثقة بطبيعتها (ITC) وحرب المعلومات الدفاعية ويقدم مركز الدفاع والأمن الداخليCHDS أول درجة ماجستير في الأمن الداخلي في الولايات المتحدة.
في 27 نوفمبر 2012 أُعفِي نائب الأدميرال دانيال تي أوليفر (متقاعد) والعميد الدكتور ليونارد فيراري من قبل وزير البحرية راي مابوس. استشهد بيان صحفي للبحرية بالنتائج التي توصل إليها تحقيق المفتش العام البحري الذي تضمن إساءة استخدام أوليفر لإجراءات التعاقد القياسية للتحايل على سلطات التوظيف والتعويض الفيدرالية. كما وجد التحقيق أن كلاً من أوليفر وفيراري «قبلا بشكل غير لائق هدايا من مؤسسة خاصة مستقلة منظمة لدعم الكلية».
في أكتوبر 2013 أصبح نائب الأدميرال المتقاعد -رونالد أ. روت- ثاني رئيس مدني لمدرسة الدراسات العليا البحرية، وبعد ذلك أصبح الرئيس التاسع والأربعين للجامعة في يناير من عام 2019.
في عام 2019 أُعيد تسمية كلية الدراسات العليا للأعمال والسياسة العامة إلى كلية الدراسات العليا لإدارة الدفاع (GSDM) في محاولة للإشارة بشكل أفضل إلى هويتها الفريدة التي تركز على الدفاع ومهمتها لأصحاب المصلحة الإستراتيجيين وأقرانها الأكاديميين. تقدم GSDM برامج للحصول على درجات علمية في تسعة مجالات مختلفة تتراوح من الخدمات اللوجستية إلى إدارة تكنولوجيا المعلومات إلى القوى العاملة بالإضافة إلى ثلاثة برامج فريدة للتعلم عن بعد.
في ديسمبر من عام 2020 كلفت قيادة الكلية البحرية للدراسات العليا رسميًا معهد واين بي هيوز جونيور لدراسات الحرب البحرية (NWSI) تتمثل مهمة NWSI في تسريع وصول DON إلى ذكاء الجامعة ومواردها لحل مشكلات القتال. يتكون NWSI من كبار ممثلي الخدمة وكراسي الحرب في الكلية البحرية للدراسات العليا، بالإضافة إلى العمداء العسكريين المساعدين في جميع كليات الدراسات العليا الأربع NPS (الدراسات الدولية وعلوم العمليات والمعلومات والهندسة والعلوم التطبيقية وإدارة الدفاع). يوفر معهد NWSI الخبرة التشغيلية والوظيفية بالإضافة إلى الوصول إلى جميع مجالات الدراسة والبحث وكل عضو في هيئة التدريس والهيئة الطلابية بأكملها. يتعاون معهد NWSI أيضًا مع كيانات خارجية -بما في ذلك الكلية الحربية البحرية- التي تكمل أنشطتها التعليمية والبحثية.
في عام 2021 قامت الكلية البحرية للدراسات العليا بتجديد محطة معالجة مياه الصرف الصحي في المقاطعة وتحويلها إلى مختبر لتكنولوجيا الدفاع متعدد المجالات وهو مختبر البحوث العسكرية الجوية والبحرية (SLAMR). يقع على الجانب الآخر من الشارع من الحرم الجامعي الرئيسي للكلية البحرية للدراسات العليا ويضم مرفق SLAMR سلسلة من خزانات معالجة المياه في الهواء الطلق التي تم تجديدها مؤخرًا وتعمل الآن كمختبر البيئة المائية في SLAMR. تستخدم SLAMR البنية التحتية الحالية -مثل خزانات المياه المتعددة التي تبلغ 450.000 جالون والتي نُظِّفت وجُدِّدَت مؤخرًا- كموقع ميسور التكلفة ومستدام لمشاريع البحث التي تركز على تطبيقات الدفاع الوطني في مجال الروبوتات والأنظمة المستقلة والأمن السيبراني والاتصالات البحرية ذات الصلة بشبكات الجيل الخامس.
يشهد موقع مختبر SLAMR نشاطًا يوميًا معتدلًا مع حفنة من الباحثين في الموقع. يوفر الموقع أيضًا موقعًا رائعًا لأنشطة STEM للشباب وقد استضاف مختبر SLAMR بالفعل مسابقة إقليمية للروبوتات تحت الماء في المدرسة الثانوية.

## أكاديميون
تقدم الكلية البحرية للدراسات العليا برامج الدراسات العليا من خلال أربع كليات للدراسات العليا واثني عشر قسمًا. تقدم المدارس والأقسام المختلفة درجات الدكتوراه والماجستير:
- تضم كلية الدراسات العليا لإدارة الدفاع المجموعات الأكاديمية الآتية:

1. إدارة الاستحواذ
2. إدارة المشاريع
3. إدارة المالية
4. الإدارة
5. القوى العاملة والاقتصاد
6. إدارة العمليات واللوجستيات

- كلية الدراسات العليا في الهندسة والعلوم التطبيقية، وتضم الوحدات التالية:

1. قسم الرياضيات التطبيقية
2. قسم الهندسة الكهربائية وهندسة الحاسبات
3. قسم الهندسة الميكانيكية والفضائية
4. قسم الأرصاد الجوية
5. قسم علم المحيطات
6. قسم الفيزياء
7. قسم هندسة النظم
8. المجموعة الأكاديمية لأنظمة الفضاء
9. معهد هندسة نظم الملاحة
10. اللجنة الأكاديمية لأنظمة الحرب البحرية
11. مركز الاستشعار عن بعد
12. معمل روبوتات المركبات الفضائية

- تشمل كلية الدراسات العليا لعلوم العمليات والمعلومات الأقسام الموجودة في قاعة غلاسكو، والتي تحتوي على 50 درجًا:

1. علوم الحاسوب
2. تحليل الدفاع
3. علوم المعلومات
4. بحوث العمليات

- كلية الدراسات العليا للدراسات الدولية والدفاعية مع مراكز متعددة:

1. البرنامج الأكاديمي لشؤون الأمن الوطني
2. معهد إدارة الموارد الدفاعية
3. مركز الصراع المعاصر
4. مركز العلاقات المدنية العسكرية
5. مركز إعادة بناء الاستقرار والدراسات
6. تطوير القيادة والتعليم من أجل سلام مستدام
7. الدفاع الدولي وإدارة موارد الاستحواذ
8. مركز الدفاع والأمن الداخلي
9. مكتب برنامج الدراسات العليا الدولية
10. برنامج الثقافة ودراسات الصراع

### الطلاب
طلاب الكلية البحرية للدراسات العليا هم في الغالب ضباط في الخدمة الفعلية من جميع فروع القوات المسلحة الأمريكية، على الرغم من أن مدنيي حكومة الولايات المتحدة وضباطها من حوالي 30 دولة شريكة يمكنهم أيضًا التسجيل في إطار مجموعة متنوعة من البرامج. معظم أعضاء هيئة التدريس من المدنيين.

## خريجون متميزون
- إيرل إي ستون - فئة 1924 - أول مدير لوكالة أمن القوات المسلحة
- أرلي بيرك - فئة 1930 - رئيس العمليات البحرية
- إدوارد جيه أودونيل - ثلاثينيات القرن الماضي - مدير مدرسة الدراسات العليا البحرية 1965-1967
- جوزيف ويبر - فئة عام 1945 - يعتبر «أبو اكتشاف الموجات الثقالية»
- ديفيد بي. هيرتز - فئة 1944 - باحث عمليات؛ رائد أساليب مونت كارلو في التمويل
- واين إي ماير - فئة 1955 - يعتبر «أبو الدرع»
- جون إتش ميلر - فئة 1957 - ملازم في سلاح مشاة البحرية
- جيمس د. واتكينز - فئة 1958 - وزير الطاقة ورئيس العمليات البحرية
- ويلبر ف. سيمليك - فئة 1959 - لواء في سلاح مشاة البحرية
- إدغار ميتشل - فئة 1961 - رائد فضاء
- جيرالد كار - فئة 1961 - رائد فضاء
- رونالد إيفانز - فئة 1964 - رائد فضاء
- بول ويتز - فئة 1964 - رائد فضاء
- روبرت ف. أوفرمير - فئة 1964 - رائد فضاء
- يوجين سيرنان - فئة 1964 - رائد فضاء
- جاك لوسما - فئة 1965 - رائد فضاء
- جيمس جي روش - فئة 1966 - سكرتير القوات الجوية العشرون
- مايكل سميث - فئة 1968 - رائد فضاء
- جيمس د. بينز - فئة 1971 - مشاة البحرية العامة
- روبرت سبرينغر - فئة 1971 - رائد فضاء
- جون مأكبرايد - فئة 1971 - رائد فضاء
- جورج أ. فيشر جونيور - فئة 1972 - ملازم أول متقاعد بالجيش وقائد جيش الولايات المتحدة الأول
- ديفيد ليستما - فئة 1972 - رائد فضاء
- توماس إي وايت - فئة 1974 - وزير جيش الولايات المتحدة
- باتريشيا آن تريسي - فئة 1974 - أول امرأة تفوز بالنجمة الثالثة في البحرية الأمريكية
- جلين إوينج - فئة 1975 أو 1976 - رائد صناعة الحواسيب الصغيرة الأمريكية (IMSAI)
- ديفيد هيلمرز- فئة 1978- رائد فضاء
- ستان آرثر - فئة 1979 - نائب رئيس العمليات البحرية
- مايكل كوتس - فئة 1979 - رائد فضاء
- ونستون سكوت - فئة 1980 - رائد فضاء
- ليليان إي فيشبورن - فئة 1982 - أول أميرال من أصل أفريقي (RDML) في البحرية الأمريكية
- كيث ألكسندر- فئة 1983- مدير وكالة الأمن القومي
- هارفي جونسون جونيور - فئة 1983 - مدير العمليات في الوكالة الفيدرالية لإدارة الطوارئ
- مايكل لوبيز اليجريا - فئة 1984 - رائد فضاء
- كينيث س. رايتلر جونيور - فئة 1984 - رائد فضاء
- مايكل مولين - فئة 1985 - الرئيس السابع عشر لهيئة الأركان المشتركة
- مايك فورمان - فئة 1986 - رائد فضاء
- كينت رومينجر - فئة 1987 - رائد فضاء
- جيفري وليامز - دفعة 1987 - رائد فضاء
- برنت جيت - فئة 1989 - رائد فضاء
- كارلوس نورييغا - فئة 1990 - رائد فضاء
- روبرت كوربيم - فئة 1990 - رائد فضاء
- سيسيل دي هاني - فئة 1990 - قائد الأسطول الأمريكي في المحيط الهادئ
- سكوت ألتمان - فئة 1990 - رائد فضاء
- دان بورش - فئة 1991 - رائد فضاء
- كريستوفر فيرجسون - فئة 1992 - رائد فضاء
- وليام ماكول - فئة 1992 - رائد فضاء
- ويليام إتش ماكرافين - رتبة 1993 - قائد قيادة العمليات الخاصة للولايات المتحدة
- جون سكوت ريد - دفعة 1993 - مدير المركز الوطني لمكافحة الإرهاب
- مارك كيلي - فئة 1994 - رائد فضاء، عضو مجلس الشيوخ الأمريكي من ولاية أريزونا
- ستيفن فريك - فئة 1994 - رائد فضاء
- جون هيرينجتون - فئة 1995 - رائد فضاء
- آلان جي بويندكستر - فئة 1995 - رائد فضاء
- إدوارد ج. وينترز -، فئة عام 1995 - قائد قيادة الحرب الخاصة البحرية
- كينيث هام - فئة 1996 - رائد فضاء
- ماركوس بونتيس - فئة 1998 - رائد فضاء
- نانسي براون - فئة 1999 - مستشارة رئيسية لرئيس هيئة الأركان المشتركة
- إريك ت. أولسون - رتبة 1985 - قائد قيادة العمليات الخاصة الأمريكية
- اليزابيث هايت - دفعة 2001 - نائبة مدير وكالة نظم المعلومات الدفاعية
- فيكتور ج.جلوفر - فئة عام 2009 - قائد البحرية الأمريكية - رائد فضاء
- لي إف جان - المفتش البحري العام USN
- مارك ويذرفورد - النائب الأول لوكيل السكرتير للأمن السيبراني في وزارة الأمن الداخلي
- قمر جاويد باجوا - رئيس أركان جيش باكستان
- بوجار نيشاني - رئيس ألبانيا
- صموئيل بابارو - قائد أسطول الولايات المتحدة في المحيط الهادئ (حتى الآن)
- غييرمو باريرا - دفعة 1983 - قائد البحرية الكولومبية
- كارلوس ديل تورو - فئة 1989 - سكرتير البحرية الثامن والسبعون (حتى الآن)

## أعضاء هيئة التدريس البارزون
- جون أركويلا
- دوروثي دينينج
- بيتر جيه. دينينج
- ريتشارد هامينغ
- جاري كيلدال
- ولي نصر
- غويلرمو أوين
- مايكل روس
- بول ستوكتون
- كاثرين ستروتينسكي